# Tőkésbánya
Tőkésbánya település Romániában, Máramaros megyében.

## Fekvése
Máramaros megyében, Nagybányától délkeletre, Nagybánya és Kővárfüred között fekvő település.

## Története
Tőkésbánya nevét 1411-ben említették először az oklevelek Thukes, Tyukes formákban.
A település a nagybányai uradalomhoz tartozott, és az uradalommal együtt a XV. században a szerb despotáké volt.
1564-ben pusztának írták, melyben Melith György, Gyalui Vass György és Ábrámffy György is részt szerzett.
1625-ben már népes helységnek írták le, és Vetési Kökényesdi Péter kapta meg az egész helységet.
A XVII. században a nagybányai uradalommal együtt a szatmári várhoz tartozott.
A 18. században a településen nagyobb birtokosok voltak a Vankay, Mátay, Uray, Bakay, Bagossy család.
A 20. század elején nagyobb birtokosa nem volt. Lakosainak száma ekkor 945 görögkatolikus vallású oláh volt. A községben 198 házat számoltak, határa pedig 1605 kataszteri hold volt.
A trianoni békeszerződés előtt Tőkésbánya Szatmár vármegye Nagybányai járásához tartozott.

## Nevezetességek
- Görögkatolikus temploma 1880-ban épült.